# Casa de Batllet
Casa de Batllet és una casa d'Alforja (Baix Camp) protegida com a Bé Cultural d'Interès Local.

## Descripció
Casa de majors proporcions en el seu origen, i després reduïda. Té planta baixa, primer pis i golfes. Obra de paredat amb reforços de carreus. Un saló central al que donen les diferents habitacions i alcoves. Una capella-oratori amb decoració renaixentista, ceràmica "de vela", i altres enrajolats amb motius florals.

## Història
A la porta que dona al carrer del Bolcador hi ha la data 1522.